# 도나 해러웨이
도나 진 해러웨이(Donna Jeanne Haraway, 1944년 9월 6일 ~ )는 미국 캘리포니아 주립대학교 산타 크루즈의 의식사학과와 페미니스트 연구 학과의 명예 교수이다.
그녀는 과학과 기술 연구에서 이름을 높인 학자로서, 1990년대 초반에 "페미니스트, 그리고 느슨한 포스트모더니스트"라고 불리었다. 해러웨이는 「사이보그 선언: 20세기말 과학, 기술, 그리고 사회주의-페미니즘」(1985), 「상황적 지식들: 페미니즘에서 과학의 질문과 부분적 시각의 특권」(1988) 등 과학과 페미니즘을 한데 묶는데 기틀이 되는 다수의 주요저서와 에세이를 남겼다.
그녀는 또한 과학기술과 페미니스트 이론의 통합intersection에 기여해왔고, 현대 에코페미니즘에서 선도적 학자이다.

## 같이 보기
- 포스트젠더리즘
- 포스트모더니즘
- 주디스 버틀러